# McCormack-reakció
A McCormack-reakció (vagy McCormack-cikloaddíció) foszfororganikus vegyületek szintézisére szolgáló eljárás. A reakció során egy 1,3-dién és R2P+ forrás kapcsolódásával foszfolénium kation keletkezik. A reakciót W. B. McCormack, a duPont kutató vegyésze után nevezték el.
Egy szemléletes példa a fenil-diklórfoszfin és izoprén reakciója:
A reakció periciklusos [2+4]-folyamaton keresztül játszódik le. A keletkező származékok foszfin-oxiddá hidrolizálhatóak. Dehidrohalogénezéssel a megfelelő foszfol keletkezik.

## Fordítás
Ez a szócikk részben vagy egészben  a   McCormack reaction című angol Wikipédia-szócikk ezen változatának fordításán alapul.  Az eredeti cikk szerkesztőit annak laptörténete sorolja fel. Ez a jelzés csupán a megfogalmazás eredetét és a szerzői jogokat jelzi, nem szolgál a cikkben szereplő információk forrásmegjelöléseként.